# Grand Prix Velké Británie
Grand Prix Velké Británie je jedním ze závodů mistrovství světa vozů Formule 1, pořádané Mezinárodní automobilovou federací. Místem konání je trať Silverstone Circuit nedaleko města Silverstone v Anglii.
Závod se poprvé konal už v roce 1926, kdy ho pořádal Royal Automobile Club. Od roku 1948 se závod koná každoročně, od roku 1950 je závod součástí kalendáře formule 1. Británie a Itálie jsou jediné velké ceny, které se konaly v každém ročníku formule 1.
Kromě Silverstone se závodilo také na okruzích Aintree a Brands Hatch. Grand Prix se na okruhu v Silverstone bude konat minimálně do roku 2034.

## Vítězové Grand Prix Velké Británie
Tučně jsou znázorněni účastníci aktuální sezóny šampionátu Formule 1.
Růžové pozadí znázorňuje závody, které nebyly součástí šampionátů Formule 1.
Žluté pozadí znázorňuje závody, které byly vypsány jako Předválečné evropské mistrovství.
Zelené pozadí znázorňuje závody, které byly součástí Mistrovství světa dodavatelů motorů.

### Opakovaná vítězství (jezdci)
| Počet vítězství | Jezdec                | Roky                                                 |
| --------------- | --------------------- | ---------------------------------------------------- |
| 9               | Lewis Hamilton        | 2008, 2014, 2015, 2016, 2017, 2019, 2020, 2021, 2024 |
| 5               | Jim Clark             | 1962, 1963, 1964, 1965, 1967                         |
| 5               | Alain Prost           | 1983, 1985, 1989, 1990, 1993                         |
| 4               | Nigel Mansell         | 1986, 1987, 1991, 1992                               |
| 3               | Jack Brabham          | 1959, 1960, 1966                                     |
| 3               | Niki Lauda            | 1976, 1982, 1984                                     |
| 3               | Michael Schumacher    | 1998, 2002, 2004                                     |
| 2               | Alberto Ascari        | 1952, 1953                                           |
| 2               | José Froilán González | 1951, 1954                                           |
| 2               | Stirling Moss         | 1955, 1957                                           |
| 2               | Jackie Stewart        | 1969, 1971                                           |
| 2               | Emerson Fittipaldi    | 1972, 1975                                           |
| 2               | Jacques Villeneuve    | 1996, 1997                                           |
| 2               | David Coulthard       | 1999, 2000                                           |
| 2               | Fernando Alonso       | 2006, 2011                                           |
| 2               | Sebastian Vettel      | 2009, 2018                                           |
| 2               | Mark Webber           | 2010, 2012                                           |

### Opakovaná vítězství (týmy)
| Počet vítězství | Konstruktér | Roky |
| --------------- | ----------- | --- |
| 18              | Ferrari     | 1951, 1952, 1953, 1954, 1956, 1958, 1961, 1976, 1978, 1990, 1998, 2002, 2003, 2004, 2007, 2011, 2018, 2022 |
| 15              | McLaren     | 1973, 1975, 1977, 1981, 1982, 1984, 1985, 1988, 1989, 1999, 2000, 2001, 2005, 2008, 2025                   |
| 10              | Mercedes    | 1955, 2013, 2014, 2015, 2016, 2017, 2019, 2020, 2021, 2024                                                 |
| 10              | Williams    | 1979, 1980, 1986, 1987, 1991, 1992, 1993, 1994, 1996, 1997                                                 |
| 8               | Lotus       | 1962, 1963, 1964, 1965, 1967, 1968, 1970, 1972                                                             |
| 4               | Red Bull    | 2009, 2010, 2012, 2023                                                                                     |
| 2               | Delage      | 1926, 1927                                                                                                 |
| 2               | Maserati    | 1948, 1949                                                                                                 |
| 2               | Cooper      | 1959, 1960                                                                                                 |
| 2               | Tyrrell     | 1971, 1974                                                                                                 |
| 2               | Renault     | 1983, 2006                                                                                                 |

### Opakovaná vítězství (dodavatelé motorů)
| Počet vítězství | Dodavatel  | Roky |
| --------------- | ---------- | --- |
| 18              | Ferrari    | 1951, 1952, 1953, 1954, 1956, 1958, 1961, 1976, 1978, 1990, 1998, 2002, 2003, 2004, 2007, 2011, 2018, 2022 |
| 16              | Mercedes** | 1955, 1999, 2000, 2001, 2005, 2008, 2013, 2014, 2015, 2016, 2017, 2019, 2020, 2021, 2024, 2025             |
| 14              | Ford*      | 1967, 1968, 1969, 1970, 1971, 1972, 1973, 1974 1975, 1977, 1979, 1980, 1981, 1982                          |
| 12              | Renault    | 1983, 1991, 1992, 1993, 1994, 1995, 1996, 1997, 2006, 2009, 2010, 2012                                     |
| 6               | Climax     | 1959, 1960, 1962, 1963, 1964, 1965                                                                         |
| 4               | Honda      | 1986, 1987, 1988, 1989                                                                                     |
| 2               | Delage     | 1926, 1927                                                                                                 |
| 2               | Maserati   | 1948, 1949                                                                                                 |
| 2               | TAG***     | 1984, 1985                                                                                                 |

* Byl vyráběn Cosworth.

** V letech 1999–2005 působil jako Ilmor.

*** Byl vyráběn Porsche.

### Vítězové v jednotlivých letech
| Rok         | Jezdec                       | Konstruktér         | Trať         | Výsledky  |
| ----------- | ---------------------------- | ------------------- | ------------ | --------- |
| 2025        | Lando Norris                 | McLaren-Mercedes    | Silverstone  | Výsledky  |
| 2024        | Lewis Hamilton               | Mercedes            | Silverstone  | Výsledky  |
| 2023        | Max Verstappen               | Red Bull-Honda RBPT | Silverstone  | Výsledky  |
| 2022        | Carlos Sainz Jr.             | Ferrari             | Silverstone  | Výsledky  |
| 2021        | Lewis Hamilton               | Mercedes            | Silverstone  | Výsledky  |
| 2020        | Lewis Hamilton               | Mercedes            | Silverstone  | Výsledky  |
| 2019        | Lewis Hamilton               | Mercedes            | Silverstone  | Výsledky  |
| 2018        | Sebastian Vettel             | Ferrari             | Silverstone  | Výsledky  |
| 2017        | Lewis Hamilton               | Mercedes            | Silverstone  | Výsledky  |
| 2016        | Lewis Hamilton               | Mercedes            | Silverstone  | Výsledky  |
| 2015        | Lewis Hamilton               | Mercedes            | Silverstone  | Výsledky  |
| 2014        | Lewis Hamilton               | Mercedes            | Silverstone  | Výsledky  |
| 2013        | Nico Rosberg                 | Mercedes            | Silverstone  | Výsledky  |
| 2012        | Mark Webber                  | Red Bull-Renault    | Silverstone  | Výsledky  |
| 2011        | Fernando Alonso              | Ferrari             | Silverstone  | Výsledky  |
| 2010        | Mark Webber                  | Red Bull-Renault    | Silverstone  | Výsledky  |
| 2009        | Sebastian Vettel             | Red Bull-Renault    | Silverstone  | Výsledky  |
| 2008        | Lewis Hamilton               | McLaren-Mercedes    | Silverstone  | Výsledky  |
| 2007        | Kimi Räikkönen               | Ferrari             | Silverstone  | Výsledky  |
| 2006        | Fernando Alonso              | Renault             | Silverstone  | Výsledky  |
| 2005        | Juan Pablo Montoya           | McLaren-Mercedes    | Silverstone  | Výsledky  |
| 2004        | Michael Schumacher           | Ferrari             | Silverstone  | Výsledky  |
| 2003        | Rubens Barrichello           | Ferrari             | Silverstone  | Výsledky  |
| 2002        | Michael Schumacher           | Ferrari             | Silverstone  | Výsledky  |
| 2001        | Mika Häkkinen                | McLaren-Mercedes    | Silverstone  | Výsledky  |
| 2000        | David Coulthard              | McLaren-Mercedes    | Silverstone  | Výsledky  |
| 1999        | David Coulthard              | McLaren-Mercedes    | Silverstone  | Výsledky  |
| 1998        | Michael Schumacher           | Ferrari             | Silverstone  | Výsledky  |
| 1997        | Jacques Villeneuve           | Williams-Renault    | Silverstone  | Výsledky  |
| 1996        | Jacques Villeneuve           | Williams-Renault    | Silverstone  | Výsledky  |
| 1995        | Johnny Herbert               | Benetton-Renault    | Silverstone  | Výsledky  |
| 1994        | Damon Hill                   | Williams-Renault    | Silverstone  | Výsledky  |
| 1993        | Alain Prost                  | Williams-Renault    | Silverstone  | Výsledky  |
| 1992        | Nigel Mansell                | Williams-Renault    | Silverstone  | Výsledky  |
| 1991        | Nigel Mansell                | Williams-Renault    | Silverstone  | Výsledky  |
| 1990        | Alain Prost                  | Ferrari             | Silverstone  | Výsledky  |
| 1989        | Alain Prost                  | McLaren-Honda       | Silverstone  | Výsledky  |
| 1988        | Ayrton Senna                 | McLaren-Honda       | Silverstone  | Výsledky  |
| 1987        | Nigel Mansell                | Williams-Honda      | Silverstone  | Výsledky  |
| 1986        | Nigel Mansell                | Williams-Honda      | Brands Hatch | Výsledky  |
| 1985        | Alain Prost                  | McLaren-TAG         | Silverstone  | Výsledky  |
| 1984        | Niki Lauda                   | McLaren-TAG         | Brands Hatch | Výsledky  |
| 1983        | Alain Prost                  | Renault             | Silverstone  | Výsledky  |
| 1982        | Niki Lauda                   | McLaren-Ford        | Brands Hatch | Výsledky  |
| 1981        | John Watson                  | McLaren-Ford        | Silverstone  | Výsledky  |
| 1980        | Alan Jones                   | Williams-Ford       | Brands Hatch | Výsledky  |
| 1979        | Clay Regazzoni               | Williams-Ford       | Silverstone  | Výsledky  |
| 1978        | Carlos Reutemann             | Ferrari             | Brands Hatch | Výsledky  |
| 1977        | James Hunt                   | McLaren-Ford        | Silverstone  | Výsledky  |
| 1976        | Niki Lauda                   | Ferrari             | Brands Hatch | Výsledky  |
| 1975        | Emerson Fittipaldi           | McLaren-Ford        | Silverstone  | Výsledky  |
| 1974        | Jody Scheckter               | Tyrrell-Ford        | Brands Hatch | Výsledky  |
| 1973        | Peter Revson                 | McLaren-Ford        | Silverstone  | Výsledky  |
| 1972        | Emerson Fittipaldi           | Lotus-Ford          | Brands Hatch | Výsledky  |
| 1971        | Jackie Stewart               | Tyrrell-Ford        | Silverstone  | Výsledky  |
| 1970        | Jochen Rindt                 | Lotus-Ford          | Brands Hatch | Výsledky  |
| 1969        | Jackie Stewart               | Matra-Ford          | Silverstone  | Výsledky  |
| 1968        | Jo Siffert                   | Lotus-Ford          | Brands Hatch | Výsledky  |
| 1967        | Jim Clark                    | Lotus-Ford          | Silverstone  | Výsledky  |
| 1966        | Jack Brabham                 | Brabham-Repco       | Brands Hatch | Výsledky  |
| 1965        | Jim Clark                    | Lotus-Climax        | Silverstone  | Výsledky  |
| 1964        | Jim Clark                    | Lotus-Climax        | Brands Hatch | Výsledky  |
| 1963        | Jim Clark                    | Lotus-Climax        | Silverstone  | Výsledky  |
| 1962        | Jim Clark                    | Lotus-Climax        | Aintree      | Výsledky  |
| 1961        | Wolfgang von Tripps          | Ferrari             | Aintree      | Výsledky  |
| 1960        | Jack Brabham                 | Cooper-Climax       | Silverstone  | Výsledky  |
| 1959        | Jack Brabham                 | Cooper-Climax       | Aintree      | Výsledky  |
| 1958        | Peter Collins                | Ferrari             | Silverstone  | Výsledky  |
| 1957        | Stirling Moss Tony Brooks    | Vanwall             | Aintree      | Výsledky  |
| 1956        | Juan Manuel Fangio           | Lancia-Ferrari      | Silverstone  | Výsledky  |
| 1955        | Stirling Moss                | Mercedes            | Aintree      | Výsledky  |
| 1954        | José Froilán González        | Ferrari             | Silverstone  | Výsledky  |
| 1953        | Alberto Ascari               | Ferrari             | Silverstone  | Výsledky  |
| 1952        | Alberto Ascari               | Ferrari             | Silverstone  | Výsledky  |
| 1951        | José Froilán González        | Ferrari             | Silverstone  | Výsledky  |
| 1950        | Giuseppe Farina              | Alfa Romeo          | Silverstone  | Výsledky  |
| 1949        | Emmanuel de Graffenried      | Maserati            | Silverstone  | Výsledky  |
| 1948        | Luigi Villoresi              | Maserati            | Silverstone  | Výsledky  |
| 1947 – 1928 | Nejelo se                    | Nejelo se           | Nejelo se    | Nejelo se |
| 1927        | Robert Benoist               | Delage              | Brooklands   | Výsledky  |
| 1926        | Louis Wagner Robert Sénéchal | Delage              | Brooklands   | Výsledky  |